# خوسيه فاوستينو سانشيز كاريون
خوسيه فاوستينو سانشيز كاريون هو سياسي بيروفي، ولد في 13 فبراير 1787 في هواماتشوكو في بيرو، وتوفي في 2 يونيو 1825 في Lurín District ‏ في بيرو. انتخب وزير الخارجية ‏.